# Moraea callista
Pour les articles homonymes, voir Callista (homonymie).
Espèce
Statut de conservation UICN

 VU B2ab(iii,v) : Vulnérable
Moraea callista est une espèce de plantes à fleurs de la famille des Iridacées endémique de Tanzanie.